# Јабланица (Међулужје)
Јабланица је неолитско насеље млађег винчанског типа, које се налази у месту Међулужје, недалеко од Младеновца. Датује се у период између 3.800 и 3.200 године п. н. е. Локалитет је отркивен 1900. године.

## Старији неолит у Србији
На формирање култура старијег неолита у Србији утицао је продор култура са Блиског истока и из Анадолије. Почетком холоцена створени су природни услови за економски и културни развој. Претпоставља се да је територија око данашњег Младеновца насељена у периоду између 6.300 и 6.200 године п. н. е. (локалитет Баташево, који се налази на другој страни реке Велики Луг насупрот Јабланице) .

## Покретни материјал
У културном материјалу који је откривен на локалитету Јабланица, поред керамике, коштаних и камених оруђа, нарочито је значајна пластика, сродна теракотама из Винче и Бутмира. То су шематизоване фигуре, најчешће жена, које представљају идоле хтонског култа, распрострањеног у религији анадолско-балканског комплекса у неолитској и енолитској епохи. Према откривеним женским идолима од теракоте Васић повезује културу са локалитета Јабланица са Бутмиром (пре него са Микеном) и препознаје трачки утицај .